# Octavio Getino
Octavio Getino (Lleó, Castella i Lleó, 6 d'agost de 1935 - Buenos Aires, Argentina, 1 d'octubre de 2012) va ser un director de cinema, narrador i investigador de mitjans de comunicació i cultura argentí, d'origen espanyol, fundador del Grupo Cine Liberación i de l'Escola del Tercer Cinema, amb Pino Solanas i Gerardo Vallejo.

## Biografia
Vinculat al peronisme d'esquerra, va realitzar amb Solanes clandestinament el documental La hora de los hornos (1969), sobre el neocolonialisme i la violència al país i Amèrica Llatina. En 1971 la dupla es va entrevistar amb Juan Domingo Perón, exiliat a Puerta de Hierro (Espanya). D'aquesta trobada van realitzar els documentals Perón, la revolución justicialista i Perón: Actualización política y doctrinaria para la toma del poder, els documents audiovisuals més extensos de Perón, on exposa l'essencial del seu pensament. En 1972 va escriure i va dirigir la pel·lícula El familiar.
Després del cop militar de 1976 va ser perseguit i amenaçat de mort per la dictadura i es va exiliar primer al Perú on va continuar la seva obra fílmica i literària.
El Grupo Cine Liberación, del qual Getino va ser cofundador i principal teòric, va ser part del moviment del Tercer Cinema, del qual van formar part el Cinema de la Base de Raymundo Gleyzer, el Cinema Novo brasiler i el Cinema Revolucionari cubà, tots de caràcter antiimperialista. Proposaven un ús de l'art cinematogràfic com a eina política, fortament compromès amb els conflictes socials i amb la militància.
El seu llibre de contes Chulleca va guanyar en 1964 el Premi Casa de las Américas. També va guanyar el Premi Fondo Nacional de las Artes aquest mateix any. Ha escrit nombrosos llibres sobre cinema i cultura.
Va morir a Buenos Aires en la matinada de l'1 d'octubre de 2012, als 77 anys, a causa d'un càncer.

## Filmografia

### Director
- La hora de los hornos (1969)
- Argentina, mayo de 1969: Los caminos de la liberación (1969)
- Perón, La revolución justicialista (1971)
- Perón: Actualización política y doctrinaria para la toma del poder (1971)
- El familiar (1975)

### Guionista
- La hora de los hornos (1969)
- Argentina, mayo de 1969: Los caminos de la liberación (1969)
- El camino hacia la muerte del viejo Reales (1971)
- El familiar (1975)

## Obres
- Chulleca (contes, Casa de las Américas, La Habana, 1963)
- A diez años de "Hacia un tercer cine" (Filmoteca UNAM, 1982)
- Notas sobre cine argentino y latinoamericano (Edimedios, 1984)
- Perú (CIMCA, 1985)
- Cine latinoamericano (Editorial Legasa, 1988)
- Cine y dependencia (Puntosur Editores, 1990)
- Turismo y Desarrollo en América Latina (Limusa, 1994)
- Las industrias culturales en la Argentina (Ediciones Colihue, 1995)
- La Tercera mirada (Paidós, 1996)
- Cine argentino (Fundación CICCUS, 1998)
- Cine y televisión en América Latina (Ediciones CICCUS, 1999)
- El cine de "las historias de la revolución" (Grupo Editor Altamira, 2002)
- Turismo entre el ocio y el neg-ocio (Ediciones CICCUS, La Crujía, 2002)